# Creuzançais
Der Creuzançais ist ein Fluss in Frankreich, der im Département Indre in der Region Centre-Val de Loire verläuft. Er entspringt an der Gemeindegrenze von Orsennes und Maillet, entwässert in mehreren Schleifen generell in nördlicher Richtung und mündet nach rund 28 Kilometern im Gemeindegebiet von Arthon als linker Nebenfluss in die Bouzanne.

## Orte am Fluss
(Reihenfolge in Fließrichtung)
- Château Charon, Gemeinde Maillet
- Maillet
- Bouesse
- Arthon